# Heliotropium parciflorum
Heliotropium parciflorum là loài thực vật có hoa trong họ Mồ hôi. Loài này được (Mart.) Gürke mô tả khoa học đầu tiên năm 1894.